# Gegendruck
Der Gegendruck ist in der Drucktechnik das Bauteil einer Druckmaschine, das den Bedruckstoff (z. B. Papier) aufnimmt und den sogenannten Aufzug trägt. Der Gegendruck ist entweder ein Zylinder (Druckzylinder) oder eine flache Platte (Tiegel). Er kann beweglich, starr gelagert oder auch als Greiferträger ausgebildet sein.
Der Gegendruck wird meist aus massivem Eisen hergestellt, da er sehr verwindungssteif und eindruckfest sein muss. Vorzugsweise verwendet man Gusseisen, da es stoßdämpfende Eigenschaften hat.
Der Gegendruck ist so konstruiert, dass sich darauf ein Aufzug von 1 bis 2 mm Stärke im sogenannten Einstich montieren lässt. Der Aufzug besteht je nach Maschinenart und Druckauftragsart aus mehreren Schichten (unterschiedlich harten) Papiers, Zellglasfolien und/oder Gummitüchern. Beim Stanzen wird auf dem Gegendruck ein Stanzblech aufgezogen. Beim Prägen trägt er die Matrize.
Aufzug und Gegendruck bilden eine Einheit, die komplett wiederum nur Gegendruck genannt wird.
Bei Offsetdruckmaschinen wird keine Gegendruck-, sondern eine Plattenzurichtung vorgenommen. Fälschlicherweise spricht man auch hier vom Aufzug, obwohl dieser auf dem Gegendruck nicht erforderlich ist und stattdessen hinter der Form sitzt (entweder hinter der Platte oder hinter dem Gummituch). Er dient dort lediglich dem Schmitz-Ausgleich, nicht aber einer Kraftzurichtung und dem elastischen Druckausgleich wie beim Buchdruck.